# Al-Kabira
Al-Kabira (arab. الكبيرة) – wieś w Syrii, w muhafazie Aleppo, w dystrykcie Manbidż. W 2004 roku liczyła 249 mieszkańców.